# 第70回天皇杯全日本サッカー選手権大会
第70回天皇杯全日本サッカー選手権大会（だい70かいてんのうはいぜんにほんサッカーせんしゅけんたいかい）は、1990年（平成2年）12月15日から1991年（平成3年）1月1日まで開かれた天皇杯全日本サッカー選手権大会である。

## 概要
- 本大会出場は32チーム。
- 決勝戦は0-0のまま大会史上初のPK戦に突入、松下電器が日産自動車を破って初優勝を果たした[注 1]。

## 出場チーム

### 日本サッカーリーグ1部
- 古河電工（26回目）
- 三菱自動車（26回目）
- ヤンマーディーゼル（23回目）
- NKK（19回目）
- フジタ（19回目）
- 本田技研（17回目）
- 読売クラブ（16回目）
- ヤマハ発動機（14回目）
- 日産自動車（13回目）
- 東芝（10回目）
- 松下電器（10回目）
- 全日空サッカークラブ（5回目）

### 北海道
- 札幌マツダ（2回目）

### 東北
- 山形日本電気（初出場）

### 関東
- 日立製作所（25回目）
- 早稲田大学（23回目）
- 筑波大学（15回目）
- 富士通（9回目）
- 国士舘大学（6回目）
- 順天堂大学（3回目）

### 北信越
- YKK（4回目）

### 東海
- コスモ石油（7回目）
- 西濃運輸（5回目）
- 愛知学院大学（4回目）

### 関西
- 田辺製薬（16回目）
- 大阪商業大学（13回目）
- 大阪体育大学（8回目）
- 京都産業大学（3回目）

### 中国
- マツダ（39回目）

### 四国
- 高知大学（2回目）

### 九州
- 三菱化成黒崎（4回目）
- 鹿屋体育大学（初出場）

## 試合

### 1回戦
- 日産自動車 10-0 札幌マツダ
- マツダ 2-1 日立製作所
- 東芝 5-0 田辺製薬
- 三菱化成黒崎 0-2 NKK
- ヤマハ発動機 2-0 筑波大学
- コスモ石油 0-5 フジタ
- 高知大学 0-2 西濃運輸
- 京都産業大学 0-4 古河電工
- 全日空サッカークラブ 3-0 山形日本電気
- 鹿屋体育大学 1-2 大阪体育大学
- 三菱自動車 5-0 愛知学院大学
- 富士通 1-2（延長） 本田技研
- ヤンマーディーゼル 0-3 順天堂大学
- YKK 2-9 松下電器
- 国士舘大学 2-1（延長） 大阪商業大学
- 早稲田大学 0-3 読売クラブ

### 2回戦
- 日産自動車 2-1 マツダ
- 東芝 5-1 NKK
- ヤマハ発動機 2-0 フジタ
- 西濃運輸 0-4 古河電工
- 全日空サッカークラブ 3-1 大阪体育大学
- 三菱自動車 0(PK3-5)0 本田技研
- 順天堂大学 0-2 松下電器
- 国士舘大学 1(PK4-2)1 読売クラブ

### 準々決勝
- 日産自動車 2-1 東芝
- ヤマハ発動機 0-1 古河電工
- 全日空サッカークラブ 1-2 本田技研
- 松下電器 2-1 国士舘大学

### 準決勝
- 日産自動車 1-0 古河電工
- 本田技研 1-2 松下電器

### 決勝
| 1991年1月1日 |

| 日産自動車 | 0 - 0 | 松下電器 |
|            |       |          |
|            | PK戦  |          |
|            | 3-4   |          |

| 東京都・国立競技場 観客数: 35,000人 主審: 高田静夫 |

| GK           |  | 松永成立   |  |          |
| DF           |  | 永山邦夫   |  |          |
| DF           |  | 杉山誠     |  |          |
| DF           |  | 小泉淳嗣   |  |          |
| DF           |  | 鈴木正治   |  |          |
| MF           |  | 柱谷哲二   |  |          |
| MF           |  | 井原正巳   |  |          |
| MF           |  | 木村和司   |  | 交代退場 |
| MF           |  | エバートン |  |          |
| FW           |  | レナト     |  |          |
| FW           |  | 水沼貴史   |  |          |
| サブメンバー |  |            |  |          |
|              |  | 木村浩吉   |  | 交代出場 |
|              |  | 柱谷幸一   |  | 交代出場 |
| 監督         |  |            |  |          |
| オスカー     |  |            |  |          |

| GK           |  | 慶越雄二   |  |          |
| DF           |  | 島田貴裕   |  |          |
| DF           |  | ダリオ     |  |          |
| DF           |  | 美濃部直彦 |  |          |
| DF           |  | 和田昌裕   |  | 交代退場 |
| MF           |  | 東博樹     |  |          |
| MF           |  | 久高友雄   |  |          |
| MF           |  | 梶居勝志   |  |          |
| MF           |  | 平野直樹   |  | 交代退場 |
| FW           |  | ミューレル |  |          |
| FW           |  | 永島昭浩   |  |          |
| サブメンバー |  |            |  |          |
|              |  | 肥塚一晃   |  | 交代出場 |
|              |  | 佐々木博和 |  | 交代出場 |
| 監督         |  |            |  |          |
| 水口洋次     |  |            |  |          |